# Pusztafalu
Pusztafalu (slovaque : Pustá Ves) est un village et une commune du comitat de Borsod-Abaúj-Zemplén en Hongrie.